# Linda Martini
Linda Martini es una banda portuguesa de rock con influencias de post-rock y punk.

## Historia
Linda Martini nació en 2003. De los cinco miembros fundadores, cuatro siguen formando parte del grupo, André Henriques, Cláudia Guerreiro y  Hélio Morais.
Desde la salida de su primer EP, en enero de 2006,la banda ha sido aclamada, tanto por el público, como por la prensa musical y los promotores. Prueba de esto, es haber recibido en varias ocasiones la distinción de «disco del año» por los lectores de la revista Blitz, la gran presencia en los medios de comunicación de su país, y las actuaciones en grandes festivales.
En 2006, el sencillo «Amor Combate» fue considerado el sencillo del año por Henrique Amaro de la cadena de radio portuguesa Antena 3 y, en ese mismo año, su disco, «Olhos de Mongol» - fue considerado como «disco del año» por los lectores de la revista Blitz.
En 2008 la banda editó un EP en vinilo, exclusivamente, y ese mismo disco fue considerado como «segundo disco del año» por los lectores de la revista Blitz.
En 2009 reeditaron su álbum, «Olhos de Mongol», junto con su primer EP, “Linda Martini”, ambos agotados hace mucho. Ese mismo año, la banda fue invitada a grabar un disco en vivo, para la discográfica Optimus Discos, hasta hoy agotado, y uno de los discos con más descargas del ciclo de ediciones de este nuevo sello discográfico.
En 2010 se editó el segundo LP, «Casa Ocupada», disco que llevó a la banda a otro nivel, granjeándoles de nuevo el reconocimiento como «disco del año» según los lectores de la revista Blitz y logrando los más sinceros elogios por parte de personalidades del mundo de la música portuguesa, como Pedro Ramos (Radar), Henrique Amaro (Antena 3) e Zé Pedro (Xutos & Pontapés), entre otros.
Coincidiendo con el décimo aniversario de la formación, vio la luz su tercer LP, «Turbo Lento» , editado por el sello Universal Music Portugal, disco que fue considerado como «disco del año» según los lectores de la revista Blitz. Fue este mismo disco el que llevó a la banda a ser portada de Ípsilon y editor invitado de la revista Blitz. En la gira de presentación, lograron llenar la sala 1 del Hard Club, en Oporto, y la sala tejo del MEO Arena, en Lisboa. El disco entró directamente en el segundo puesto de la tabla de discos más vendidos de la AFP y llegó al número uno en iTunes y en Spotify, en Portugal.
El 31 de mayo de 2014 participaron en un homenaje a António Variações en Rock in Rio Lisboa, junto con otros nombres de la música portuguesa como Deolinda y Gisela João.
A principios de 2015, la banda anunció en su página de Facebook una reedición de sus trabajos pasados, hasta el álbum Casa Ocupada en CD y en vinilo, así como una serie de conciertos para su promoción en Vila Real, Guarda, Aveiro y Lisboa, durante el mes de marzo.
En noviembre de ese año, la banda anunció su próximo trabajo, «Sirumba», que sería lanzado el 1 de abril de 2016, casi dos años después de su último disco y trece años después del inicio del proyecto, seguido de un concierto en el Coliseu de Lisboa el día 2 de abril. Sirumba fue considerado por la revista Blitz el sexto mejor disco portugués del año 2016.
En el 2018 la banda publicaría su álbum homónimo, «Linda Martini». La portada del disco muestra una fotografía propia de Linda Martini, la estudiante italiana que inspiró el nombre de la banda.
En febrero de 2022 se anuncia, junto con el lanzamiento de su nuevo larga duración, «Errôr», el abandono de Pedro Geraldes de la banda.

## Miembros

### Formación actual
- André Henriques - guitarra, vocal de apoyo
- Cláudia Guerreiro - bajo, vocal de apoyo
- Hélio Morais - batería, vocal de apoyo

### Antiguos miembros
- Pedro Geraldes - guitarra, vocal
- Sérgio Lemos - guitarra

## Discografía

### Álbumes de estudio

#### Olhos de Mongol (2006)[3]
| N.º | Título                       | Duración |  |
| 1.  | «Sinto a cabeça a cair»      | 1:55     |  |
| 2.  | «Cronófago»                  | 2:42     |  |
| 3.  | «Dá-me a tua melhor faca»    | 7:00     |  |
| 4.  | «Partir para ficar»          | 5:12     |  |
| 5.  | «Estuque»                    | 7:11     |  |
| 6.  | «O amor é não haver polícia» | 3:18     |  |
| 7.  | «Quarto 210»                 | 3:23     |  |
| 8.  | «Amor combate»               | 4:50     |  |
| 9.  | «A severa (ver de perto)»    | 7:15     |  |

#### Casa Ocupada (2010)[4]
| N.º | Título              | Duración |  |
| 1.  | «Mulher-a-dias»     | 2:29     |  |
| 2.  | «Nós os outros»     | 4:46     |  |
| 3.  | «Amigos mortais»    | 3:52     |  |
| 4.  | «Elevador»          | 5:20     |  |
| 5.  | «S de Jéssica»      | 5:11     |  |
| 6.  | «Juventude sónica»  | 3:21     |  |
| 7.  | «Ameaça menor»      | 4:07     |  |
| 8.  | «Queluz menos luz»  | 4:14     |  |
| 9.  | «Belarmino Vs»      | 3:10     |  |
| 10. | «Cem metros sereia» | 4:53     |  |

#### Turbo Lento (2013)[5]
| N.º | Título                        | Duración |  |
| 1.  | «Ninguém tropeça nos dias...» | 2:02     |  |
| 2.  | «Juaréz»                      | 4:09     |  |
| 3.  | «Panteão»                     | 4:12     |  |
| 4.  | «Pirâmica»                    | 4:29     |  |
| 5.  | «Sapatos bravos»              | 5:01     |  |
| 6.  | «Febril (tanto mar)»          | 4:35     |  |
| 7.  | «Tremor essencial»            | 5:19     |  |
| 8.  | «Ratos»                       | 3:46     |  |
| 9.  | «Aparato»                     | 3:56     |  |
| 10. | «Tamborina fera»              | 2:09     |  |
| 11. | «Volta»                       | 3:48     |  |

#### Sirumba (2016)[6]
| N.º | Título                         | Duración |  |
| 1.  | «Sirumba»                      | 4:02     |  |
| 2.  | «Unicórnio de Sta. Engrácia»   | 3:48     |  |
| 3.  | «Preguiça»                     | 4:14     |  |
| 4.  | «Putos bons»                   | 4:49     |  |
| 5.  | «Bom partido»                  | 4:24     |  |
| 6.  | «Farda limpa»                  | 3:55     |  |
| 7.  | «Comer por dois»               | 4:36     |  |
| 8.  | «Dentes de mentiroso»          | 5:02     |  |
| 9.  | «O dia em que a música morreu» | 6:33     |  |

#### Linda Martini (2018)[7]
| N.º | Título                    | Duración |  |
| 1.  | «Gravidade»               | 3:49     |  |
| 2.  | «Caretano»                | 3:58     |  |
| 3.  | «Boca de sal»             | 5:56     |  |
| 4.  | «É só uma canção»         | 3:29     |  |
| 5.  | «Domingo desportivo»      | 4:15     |  |
| 6.  | «Cor de osso»             | 3:28     |  |
| 7.  | «Semi tédio dos prazeres» | 4:53     |  |
| 8.  | «Quase se fez uma casa»   | 3:42     |  |
| 9.  | «Se me agiganto»          | 4:49     |  |
| 10. | «Amares volta»            | 7:03     |  |

#### Errôr (2022)[8]
| N.º | Título                         | Duración |  |
| 1.  | «Eu nem vi»                    | 4:59     |  |
| 2.  | «Horário de verão»             | 3:11     |  |
| 3.  | «Super fixe»                   | 2:45     |  |
| 4.  | «Rádio comercial»              | 2:09     |  |
| 5.  | «Obá obá obá»                  | 3:35     |  |
| 6.  | «Sorriu»                       | 5:21     |  |
| 7.  | «Festa de expiação»            | 3:33     |  |
| 8.  | «E não sobrou ninguém»         | 4:17     |  |
| 9.  | «Não me continuem»             | 4:35     |  |
| 10. | «Objecções à firmeza do olhar» | 3:27     |  |
| 11. | «Medalhinha»                   | 4:20     |  |
| 12. | «Taxonomia»                    | 5:46     |  |

### EP
- Linda Martini (2005)
- Marsupial (2008)
- Intervalo (2009)

### Sencillo
- Dez tostões / Era uma vez o corpo humano (2017)
- Gravidade (2017)
- Europeu comum (2018)
- Frágil (2020)

### Recopilatorios
- Novo Rock Português (2007)
- Corrupção (2007)
- 3 Pistas - Antena 3 (2009)
- Baú (entregado con la revista Blitz de junio) (2014)

## Festivales
| Ano  | Festival |
| ---- | --- |
| 2006 | Super Bock Super Rock, escenario Antena 3 Sudoeste, escenario Planeta Sudoeste                                               |
| 2007 | Super Bock Super Rock, escenario principal Paredes de Coura, escenario principal                                             |
| 2008 | Noites Ritual, escenario principal                                                                                           |
| 2009 | Optimus Alive, escenario Optimus Discos                                                                                      |
| 2010 | Super Bock em Stock (actual Vodafone Mexefest)                                                                               |
| 2011 | Optimus Alive, escenario 2 Paredes de Coura, escenario principal Noites Ritual, escenario principal D’Bandada Optimus        |
| 2012 | San Miguel Primavera Sound, Barcelona, escenario 2 Optimus Primavera Sound, escenario 1 Bons Sons, escenario «noites longas» |
| 2013 | Optimus Alive, escenario 1                                                                                                   |
| 2014 | Rock In Rio (homenaje a António Variações) Paredes de Coura, escenario principal Live Freedom III                            |
| 2016 | Rock Nordeste, escenario del Parque Corgo Festival de Vilar de Mouros NOS Primavera Sound                                    |